# Gjern Bakker
Gjern Bakker är en skog i Danmark. Den ligger i utanför Gjern i Silkeborgs kommun, Region Mittjylland, i den centrala delen av landet, 190 km väster om Köpenhamn.